# (4458) Oizumi
(4458) Oizumi ist ein Hauptgürtelasteroid, der am 21. Januar 1990 von Yoshio Kushida und Osamu Muramatsu am Yatsugatake South Base Observatory entdeckt wurde.
Der Asteroid wurde nach der japanischen Stadt Oizumi, heute Hokuto, benannt.